# استفن لوزر
استفن لوزر (انگلیسی: Steffen Lauser؛ زادهٔ ۴ مارس ۱۹۸۴) بازیکن فوتبال اهل آلمان است.
وی همچنین در تیم‌های ملی فوتبال جوانان آلمان و جوانان آلمان بازی کرده‌است.